# 1925 Franklin-Adams
Franklin-Adams (asteroide 1925) é um asteroide da cintura principal, a 2,1039711 UA. Possui uma excentricidade de 0,1761025 e um período orbital de 1 490,54 dias (4,08 anos).
Franklin-Adams tem uma velocidade orbital média de 18,63843585 km/s e uma inclinação de 7,72228º.
Esse asteroide foi descoberto em 9 de Setembro de 1934 por Hendrik van Gent.